# Історія освоєння мінеральних ресурсів Сполучених Штатів Америки

Мідна фабрика. США. Кінець 19 - поч. 20 ст.

Історія освоєння мінеральних ресурсів Сполучених Штатів Америки

## Доколумбові часи
Місцеві племена ірокезів, мускогів, алгонкінів (східна частина Північної Америки), використовували самородну мідь та кремінь для виготовлення ножів, скребачок, наконечників стріл, прикрас тощо. Вугілля й мазут збирали для опалення, медичних та косметичних цілей. Перші письмові згадки про збирання нафти з поверхні природних джерел європейцями належать до 1543 р.

## Початок освоєння мінеральних ресурсів
З початком колонізації Північної Америки експедиції іспанців і англійців зайнялися пошуками покладів руд дорогоцінних металів. Своєї мети вони не досягли, але відкрили велику кількість інших корисних копалин. У 1585 р. в Північній Кароліні уперше були виявлені поклади залізних руд. Під час пошуків золота і срібла в районах, прилеглих до р. Міссісіпі, були знайдені самородна мідь і свинець в Іллінойсі, Міссурі і штатах долини Огайо. Перші плавки залізної руди були зроблені у Вірджинії на річці Джеймс у 1622 р., в Массачусетсі у 1645 р., в Коннектикуті в 1651 р., пізніше в Нью-Джерсі.
Поклади вугілля були знайдені у 1673 р. в Іллінойсі, а перший видобуток вугілля почався у 1748 р. у Вірджинії. У 1632 р. в Массачусетсі виявили першу мідну жилу, у 1660 р. відкрито міднорудне родовище на озері Верхнє (штат Мічиган). Самородну мідь знаходили також в Нью-Джерсі і Пенсільванії. Перша концесія на видобуток мідної руди в Сімсбері (штат Коннектикут) датується 1709—1773 роками. Видобуту руду везли в Англію (в колоніях плавити її заборонялося). Розвідку і розробку надр в цей період дозволялося вести всім приватним особам і корпораціям за умови сплати певної частки видобутку британській скарбниці (з кінця XVIII ст. — федеральному уряду).

## XIX століття
Розвиток чорної металургії в США, що почався у XIX ст. і сприяв підвищенню попиту на кам'яне вугілля. Поклади антрациту в Пенсильванії розроблялися ще з 1777 р., але активно розвиток вугільної промисловості почався лише в 20-і роки XIX ст. у зв'язку з поширенням парових двигунів і будівництвом залізниць. У 1837 р. в країні видобуто більше 1 млн т антрациту, а перед громадянською війною (1861 — 1865 рр.) рівень видобутку сягав 10 млн т щорічно. У 1821 р. в поблизу селища Фредонія в штаті Нью-Йорк (штат) ударно-канатним способом була пробурена свердловина, з якої був отриманий газ, що використовувався для освітлення жител.
У 40-х роках XIX ст. почалася розробка великих покладів мідної руди в районі озера Верхнє. Саме тут в 1844 р. було відкрите найбільше родовище якісних залізних руд, які створили базу для бурхливого розвитку металургії (в 1854 р. тут видобували більше 1,5 млн т руди, а чавуноливарні заводи діяли у всіх східних штатах). Починаючи з 1870 р. видобуток залізної руди подвоювався кожні 15 років. Створюються дві потужні металургійні бази з центрами в Пенсільванії та Чикаго.
Золото до 1830 р. добувалося в США в дуже невеликих кількостях. У 1830—1848 роках в південних штатах його було отримано на 700 тис. доларів. Після відкриття багатих покладів у Каліфорнії (1848 р.) і початку «золотої лихоманки» річний показник видобутку перевищив 50 млн доларів на рік. Видобуток срібла в широких масштабах почався з відкриттям в 1859 р. родовища Комсток у Неваді; у 1861 р. вартість видобутого металу становила 2 млн доларів, а в 1865 р. — 11,2 млн.
Кінець 50-х років XIX ст. ознаменувався зародженням нафтової промисловості США. В 1859 р. Е.Дрейком, що очолював першу у світі нафтову компанію «Seneka Oil of Connectikut» із свердловини пробуреної в Пенсильванії був отриманий перший нафтовий фонтан. Згодом почався справжній нафтовий бум. У 1860 р. нафта була виявлена в штатах Кентуккі і Огайо, у 1861 р. — в штаті Каліфорнія, в 1862 р. на Середньому Заході (штат Колорадо). Видобуток її швидко зростав: в 1859 р. — 270 т (родовище Ойл-Крік), в 1875 р. — 1,6 млн т, у 1900 р. в 15 штатах було отримано 8,6 млн т. До кінця XIX ст. основними нафтодобувними районами були північні штати — Пенсильванія, Нью-Йорк і Огайо. Відкриття численних багатих родовищ в Каліфорнії (Коалінг-Іст, 1890 р.; Мідуей-Сансет, 1894 р.; Мак-Кітрік, 1896 р.; Керн-Рівер, 1899 р. та інших), разом з бурхливим розвитком міст на Тихоокеанському узбережжі привели до того, що до 1901 Каліфорнія по видобутку нафти вийшла на 1-е місце в країні і втримувала його до 1913 р. Потім (до 1930 р.) на перші позиції по видобутку нафти вийде штат Оклахома.
У 1865 р. для експлуатації газових покладів в районі Фредонії була створена перша в США газова компанія. У ці роки в штатах Нью-Йорк і Пенсильванія був відкритий ряд газових покладів на глибинах до 150 м, а в 1870 р. побудований перший газопровід з дерев'яних труб діаметром 317 мм протяжністю 40 км від родовища Блумфілд до м. Рочестер в штаті Нью-Йорк. Перший газопровід із залізних труб на відстань 8,8 км був споруджений у 1872 р. від родовища Ньютон до м. Тайтесвілл в штаті Пенсильванія. До початку XX ст. газові родовища були відкриті в 17 штатах, але основний видобуток був зосереджений у Аппалачському регіоні. Велику частину газу отримували разом з нафтою, але не використовували.
Відкриття у 2-й половині XIX ст. великих покладів золота, срібла, міді, залізняку, нафти висунуло США в число найбільших гірничодобувних країн світу. Кількість видобутого вугілля починаючи з 40-х рр. XIX ст. потроювалося кожне десятиріччя і в 1886 р. досягла 102 млн т, а до 1913 р. зросла ще в 5 разів. Нові поклади золота були виявлені в штатах Айдахо і Монтана, в Південній Дакоті, в Неваді, на Алясці (де вибухнула серія нових «золотих лихоманок»). Після 1-ї світової війни золотодобувна галузь скорочується майже у всіх штатах, крім Південної Дакоти. Срібна промисловість пережила кризу перевиробництва в 70-і рр. XIX ст., однак в 1875 р. було видобуто срібла на 32 млн доларів, в 1885 р. на 51,6 млн; максимальний рівень був досягнутий в 1892 р. — 82 млн.
У 1882 р. відкритий найбільший у світі мідний рудник в Анаконді (штат Монтана). Потужні підприємства діяли також в штатах Юта, Мічиган, Аризона. На початку XX ст. США добували понад 50 % мідної руди світу. У 1900 р. країна займала 2-е місце у світі (після Німеччини) з видобутку цинкової руди (112 тис. т), в 20-і роки вийшла на 1-е місце. На початку XX ст. США вийшли на 1-е місце у світі і по видобутку нафти. З 1930 р. першість в нафтовидобутку тримає штат Техас.
З другої половини ХІХ ст. у США починає розвиватися галузева наука зі загачення корисних копалин, пробірного аналізу, металургії тощо. Один з піонерів розвитку цього напрямку у США — Роберт Халловел Річардс.

## XX століття
З 20-х років XX ст. США доклали значних зусиль для підтримки зарубіжної експансії своїх корпорацій, діючих в галузі видобутку, переробки і транспортування мінеральної сировини. Боротьба за джерела мінеральної сировини, насамперед нафти (що пов'язано з бурхливим розвитком автомобільного транспорту), розгорнулася головним чином між США і Великою Британією. При цьому з метою заохочення приватного капіталу добувні компанії отримали ряд фінансових пільг. У період між 1-ю і 2-ю світовими війнами нафтові монополії США отримали доступ до близькосхідної нафти спочатку в Іраку (на паях з англійським, голландським і французьким капіталом), а потім в Бахрейні, Кувейті і Саудівській Аравії. Дипломатія і військова стратегія США на Близькому Сході стали визначатися передусім нафтовими інтересами. З 1941 р. США почало фінансувати роботи по вивченню родовищ стратегічної мінеральної сировини в країнах Латинської Америки. У роки 2-ї світової війни США витіснили з Болівії Велику Британію, взявши під контроль єдині на той час у Західній півкулі поклади олов'яних руд, а потім і інші джерела стратегічної мінеральної сировини — родовища вольфрамових, свинцевих, стибієвих руд.
Початок 50-х років XX ст. став переломним в сировинній політиці США. По мірі виснаження власних ресурсів американська економіка все більше орієнтується на активне використання зарубіжної сировини. Це, зокрема, дозволяє зберігати ресурси країн Західної півкулі. В кінці 1950 — на початку 1960-х років американські транснаціональні компанії (ТНК) встановили свій контроль в інших країнах над багатьма джерелами важливих видів мінеральної сировини: руд молібдену, хрому, нікелю, вольфраму, марганцю, берилію, міді, урану та інших. У зв'язку з паливно-сировинною кризою в 1970-і роки намітилася тенденція проведення довгострокової стратегії в галузі мінеральної сировини. У США було проголошено шість національних енергетичних Програм, які передбачали скорочення імпорту нафти, передусім близькосхідної, режим економії сировини і палива, форсований розвиток власної ресурсної бази, використання багатств Світового океану і альтернативних джерел енергії. Зараз поряд з економічними міркуваннями доцільності імпорту сировини тут переслідуються і стратегічні цілі — зберігати власні запаси корисних копалин. Разом з тим, розуміючи економічну і стратегічну небезпеку значної прив'язки країни до близькосхідної нафти, США прагнуть до диверсифікації джерел постачання нафтою і збільшення рівня самозабезпеченості паливно-енергетичними та іншими ресурсами.
У 1984 р. в США нараховувалося 7626 шахт і кар’єрів (крім вугільних), з яких 296 добували руди металів, а інші — нерудну сировину. Основну частку видобутку корисних копалин забезпечують відкриті розробки. кар’єрним способом видобували близько 85 % руд і 62 % вугілля. Більшість підприємств мали потужність від 10 до 100 тис. т на рік. За числом об'єктів гірничих розробок на 1-у місці знаходився пісок і гравій, потім глини, уранові руди, золото. Наприкінці XX ст. 10 найбільших гірничих підприємств видобували мідні руди і залізняк. Загальне споживання мінеральної сировини наближається в США до 10 млрд т на рік.

## Сучасний стан гірництва в США
У кінці XX ст. США забезпечує себе нафтою, газом, рудами урану, заліза, титану, ванадію, міді, свинцю, цинку, молібдену, вольфраму, берилію, літію, золота, срібла, фосфоритами, калійними солями, борними рудами, флюоритом, сіркою, баритом. У той же час країна майже не має власних запасів манганових і хромових руд, бокситів, руд нікелю, кобальту, ртуті, стибію, олова, танталу і ніобію, азбесту. Запаси міді, мангану, нікелю, кобальту і інш. можуть бути істотно збільшені за рахунок використання бідних руд і руд океанічного дна. З 40 основних видів мінеральної сировини лише по 18 США забезпечують себе на 50 % і більше. Економіка США залежить від імпорту 68 видів сировини, і ця тенденція, очевидно, збережеться в майбутньому. За доведеними запасами нафти країна займає 3-є місце на Американському континенті (після Венесуели та Мексики), за доведеними запасами газу — 1-е місце (1999 р.). Існує тенденція збільшення запасів природного газу у США. За оцінками British Petroleum на 2003 р. у США запаси нафти становлять 30 млрд бар., частка у світі — 3 %, майбутній продуктивний період — 11 р. Запаси газу (трлн. куб.м), частка у світі і роки видобутку, що залишилися для США відповідно: 5 (3 %), 7 років. США володіють найбільшими у світі підтвердженими запасами вугілля всіх типів. Оцінені сумарні резерви вугілля в США — 3,6 трлн т, в тому числі, придатних для видобутку сучасними методами — 461 млрд т . За запасами уранових руд США входять у перші 8 країн світу (після Австралії, ПАР, Канади і Бразилії, Росії, Казахстану, Намібії, 1999 р.). За запасами залізних руд США займають 1-е місце на Американському континенті (1999 р.). За запасами і ресурсами берилієвих руд США входить до 5 провідних країн світу (за запасами — 1-е місце, 1999 р.). США займають 5-е місце у світі (після Китаю, Казахстану, Канади і Росії, 1999) за запасами вольфрамових руд (1999 р.). За російськими джерелами США за запасами золотих руд займають 2-е місце в західному світі після ПАР (1999 р.) і 3-є у світі (після ПАР і Росії). Гірничим бюро і Геологічною службою США база запасів золота оцінюється дещо по-іншому: ПАР — в 38 тис. т, США — в 6 тис. т, Австралії — в 4,7 тис. т, Канади і Росії — по 3,5 тис. т, світова база — 72 тис. т. За даними цього ж джерела, за ресурсами золота США займає 5-е місце у світі; порівняльна картина така: ПАР — до 60 тис. т, Росія — понад 25 тис. т, Китай і Бразилія — по 7-10 тис. т в кожній, США — 5-7 тис. т. За запасами літієвих руд США в 1990-х рр. входили до першої п'ятірки країн. За загальними і підтвердженими запасами мідних руд США займають 2-е місце у світі після Чилі (2003). За загальними і підтвердженими запасами молібденових руд США займають 1-е місце у світі (2003 р.). На 1999 р. за загальними запасами свинцевих руд США займають 1-е місце, а за доведеними — 3-є місце (після Австралії і Казахстану) у світі. За запасами цинку США разом з Канадою поділяють 2-3-є місце у світі (після Казахстану, 1999 р.). За ресурсами ртуті США займає 2-е місце на Американському континенті (після Мексики, 1999 р.). За запасами срібних руд США займають 2-е місце у світі (після Польщі, 2000 р.). США володіють найбільшими ресурсами P2O5 (23,7 % світових). За запасами бариту США займають 3-є місце у світі (після Казахстану і Китаю, 1999 р.).
На рубежі XX—XXI ст. гірнича промисловість США займає провідне місце у світі. В країні добувається понад 100 видів корисних копалин, зокрема вугілля, нафти і газу, руд заліза, свинцю, міді, ванадію, стибію, молібдену, урану, алюмінію, цинку, вольфраму, золота і срібла, сірки, калію, вапняку, пісок у, гравію і інш. Імпортують боксити, глинозем, кадмій, хроміт, кобальт, манган, ртуть, нікель, платину, олово і титан та інш. Попри це частка добувної галузі у ВВП США порівняно невелика — в кінці XX ст. 1,3-1,5 %. Частка імпорту мінеральної продукції в США за 1975-2000 рр. зростає і у 2000 р. в грошовому вираженні становить 70 млрд. дол. США забезпечені своєю промисловою сировиною і паливом на ~67 % (для порівняння ФРН — на 30 %, Франція — 25 %, Японія — 5 %, Італія — 1 %). З метою консервації власних ресурсів США імпортують нафту, залізну, мідну, цинкову, калійну руди, сполуки цезію, ніобію, корунд, натуральні технічні і ювелірні алмази, листову слюду, стронцій, талій, торій, ітрій, а також боксити і глинозем, кобальтові руди, плавиковий шпат, марганцеві руди, метали платинової групи, танталові руди. При цьому важливе місце відводиться створенню і підтримці на необхідному рівні стратегічних запасів.
У Денвері розташовано міжнародний центр базування гірничих компаній. Тут знаходяться штаб-квартири понад 50 великих гірничих компаній.
У кінці XX ст. обсяг видобутку мінеральної сировини і виробництва продукції гірничо-металургійної промисловості мав позитивну динаміку і становив у 1998 р. 415 млрд дол. З них негорючих корисних копалин 40,5 млрд дол., в тому числі рудних 10,6 млрд дол. (знижувався), неметалічних 29,5 млрд дол. (збільшувався), вугілля і вуглеводнів 84,26 млрд дол.(знижувався). Імпорт мінеральної сировини і продукції гірничометалургійної галузі в 1998 р. становив 60 млрд дол., експорт 32 млрд дол. Видобуток нафти у США в 2000 р. становив 277,2 млн т, 2002 р. — 330 млн т. Потреби в нафті — 1 млрд т. Імпорт нафти в США зростає і на 2003 р становить 10 млн бар/день.
Підготовка гірничо-геологічних кадрів проводиться на гірничих, гірничо-металургійних та гірничо-будівельних факультетах 14 університетів, зокрема: Кентаккського (1865 р.), Іллінойського (1867 р.), Огайського (1870 р.), Вашингтонського (1892 р.), Айдахського (1917 р.) та інших, та в 4 політехнічних інститутах: Гірничої справи й технологій штату Нью-Мексико (Сокорро, 1898 р.), Мічиганському технологічному (Хотон, 1885 р.), Технологічному в штаті Джоржія (Атланта, 1888 р.), Політехнічному в штаті Вірджинія (Блекберд, 1880 р.).